# 過誤
| ウィキペディアには「過誤」という見出しの百科事典記事はありません（タイトルに「過誤」を含むページの一覧/「過誤」で始まるページの一覧）。 代わりにウィクショナリーのページ「過誤」が役に立つかもしれません。 |